# Vesneanka, Kiverți
Vesneanka (în ucraineană Веснянка) este un sat în comuna Zviriv din raionul Kiverți, regiunea Volînia, Ucraina.

## Demografie
Componența lingvistică a localității Vesneanka
     Ucraineană (99,69%)
     Alte limbi (0,31%)
Conform recensământului din 2001, majoritatea populației localității Vesneanka era vorbitoare de ucraineană (99,69%), existând în minoritate și vorbitori de alte limbi.